# Psi2 Piscium
Psi2 Piscium (ψ2 Psc / 79 Piscium / HD 6695 / HR 328) es una estrella en la constelación de Piscis.
Comparte la denominación de Bayer «Psi» con otras dos estrellas —ψ1 Piscium y ψ3 Piscium—, pero no está físicamente relacionada con ellas.
Su magnitud aparente es +5,57 y se encuentra a 161 años luz del sistema solar.

## Características
Psi2 Piscium es una estrella blanca de tipo espectral A3V con una temperatura superficial de 8765 K.
Sus características físicas son similares a las de Denébola (β Leonis) o a las de Heze (ζ Virginis), si bien es menos luminosa que estas.
Trece veces más luminosa que el Sol, su diámetro es aproximadamente el doble que el diámetro solar.
Su masa es un 88% mayor que la del Sol y tiene una edad aproximada de 50 millones de años.
En cuanto a su composición química, Psi2 Piscium tiene una relación oxígeno/hidrógeno menor que la del Sol [O/H] = -0,18, siendo también inferior su contenido relativo de hierro [Fe/H] = -0,12.
Muestra un nivel de bario notablemente más bajo que el solar pero el nivel de calcio es más elevado que en nuestra estrella.

## Compañera estelar
Pisi2 Piscium presenta una elevada luminosidad en rayos X de 143,9 × 1020 W.
Se piensa que la emisión de rayos X puede provenir de una compañera estelar, cuya separación con la estrella principal es de 0,36 segundos de arco.
Su brillo es 3,91 magnitudes menor que la de Psi2 Piscium.